# Валентин Паспалеєв
Валентин Паспалеєв (болг. Валентин Паспалеев; нар. 1903, Кюстендил — пом. 1950, Софія) — болгарський військовик, керівник маріонеткових Військово-Морських Сил Болгарії під контролем НКВД СССР. Син генерал-майора Болгарської армії Івана Паспалеєва. 
Контр-адмірал. Також письменник-мариніст. 
Жертва російського окупаційного терору.

## Біографія
Народився 1903 у Кюстендилі. Його батько - Іван Паспалеєв - вивезений московським офіцером Самсоновим під час війни Московсько-Турецької війни 1877–1878 років. Жив в Україні. Закінчив Петербурзьке військове училище, одружився в українському місті Дніпро (тоді Катеринослав). Після цього повертається до Болгарії, де народився Валентин. Сам Іван був офіцером 13-го піхотного Рилського полку, помер під час Першої світової війни в чині полковника. 
1918, через брак коштів, мати Валентина Паспалеєва відправила його до Військово-Морського училища у Варні. 
Військову кар'єру розпочав як пілот літака. Але незабаром входить до кола болгарської богеми, зокрема товаришує із філософом Алексанадром Беґажевим, з яким видає журнал «Морски сговор». 

### Друга світова війна та московська окупація
Належав до москвофілів. Саме тому 9 вересня 1944  призначений командиром Дунайського флоту (розташування у Русе), де залишався до 1946, після чого повернувся у Варну, де призначений начальником штабу Чорноморського флоту, вже опанованого московськими окупаційними військами. 
З 19 січня 1948 очолював штаб флоту під контролем НКВД СССР. 
1949 - маріонетковий уряд Болгарії пред'явив заслуженому ветерану обвинувачення в "антинаціональних заходах і шпигунстві". Паспалеєва заарештовано. 
Помер у вересні 1950 у тюрмі комуністичничних спецслужб у Софії. 
1992, після звільнення від комуністів, посмертно отримав звання контр-адмірала Болгарської Армії.

## Художні твори
- «Корсари» (1936 – 1937)
- «Скагерак» (1937)